# Escurçó europeu
L'escurçó europeu (Vipera berus), és una espècie de serp verinosa de la família dels vipèrids, que té una àmplia distribució geogràfica, ja que es pot trobar des d'Europa Occidental fins l'extrem orient; no es troba a la península Ibèrica.
Donada la seva àmplia distribució, Vipera berus es troba en una gran diversitat d'hàbitats. S'alimenta de petits mamífers, aus, llangardaixos i amfibis, i en alguns casos d'aranyes, cucs i insectes. Com la majoria d'altres escurçons, és ovovivípara i les femelles es reprodueixen una vegada cada dos o tres anys, i els fills solen néixer a finals d'estiu i principis de tardor a l'hemisferi nord. Els adults assoleixen una longitud total (incloent la cua) de 60 a 90 cm i una massa de 50 a 180 grams.

## Descripció
Vipera berus s'identifica fàcilment per la línia en ziga-zaga fosca que passa al llarg de la part dorsal vorejada per fileres de taques, per una marca fosca que es troba a la part posterior del cap que pren la forma d'una 'X', 'V' o 'H' i perquè té les pupil·les verticals.
Els mascles són de color grisenc, blanquinós, groc pàl·lid o crema amb les marques de contrast molt fosques, mentre que les femelles són típicament d'un color marró o vermellós amb marques de color marró. Les femelles també tendeixen a ser més llargues i més amples que els mascles i tenen les cues més curtes. Quan són joves, tant les femelles com els mascles són de color vermellós. En tots els casos, el ventre és gris, gris-marró o blau, i la gola està bruta de color groc o blanc.
La llargada mitjana d'adults és d'uns 65 cm i la seva longitud màxima és d'uns 90 cm.

## Biologia i comportament
L'escurçó europeu generalment entra en hibernació al setembre o a l'octubre i normalment utilitza el mateix lloc d'hibernació durant tota la seva vida. La hibernació acaba al març, amb els mascles emergents abans que les femelles, i durant les primeres setmanes després d'emergir de la hibernació, segueixen sent bastant inactius i passa gran part del seu temps prenent el sol. Després el mascle canvia la pell a l'abril i es torna més actiu, començant a buscar possibles companyes seguint rastres d'olor. La femella canvia la seva pell un mes després que el mascle, i tots dos sexes la canvien de nou més tard a l'estiu. L'escurçó no s'alimenta fins després d'haver-se aparellat, així doncs, durant el temps que triguin a aparellar-se tant el mascle com la femella viuen de les reserves de greix que es construeixen durant l'any anterior.
Vipera berus és normalment activa durant el dia, quan caça principalment petits mamífers incloent talps, musaranyes i ratolins; tot i que també pot pendre llagostes, llangardaixos, aus joves i granotes. En condicions de calor, l'escurçó caçarà activament la seva presa, però sovint utilitza una tècnica de "seure i esperar”. La caça d'animals es fa amb els seus ullals per injectar el verí, després allibera la presa i segueix el rastre d'olor que deixa. En trobar l'animal moribund o ja mort, se’l comença a empassar començant pel cap.
En descobrir una femella receptiva, el mascle comença un festeig en què la llengua es mou sobre el cos de la femella. El mascle i la femella poden vibrar la seva cua breument i poden produir episodis de tremolor corporal. Si el festeig és un èxit, la còpula té lloc, després de la qual cosa la parella pot romandre junts durant dues hores més o menys. Si un altre mascle s'acosta a la parella en qualsevol moment, el primer mascle defensarà la femella agressiva, i pot donar lloc a una baralla. Aquestes baralles són coneguts com "la dansa dels escurçons 'on els mascles aixequen parcialment el seu cos fora de la terra i poden quedar entrellaçats, sovint cauen repetidament a terra i però s'aixequen de nou. En una baralla d'aquest tipus poden participar més de dos homes.
L'escurçó femella sol reproduir-se un cop cada dos anys, tornant al lloc d'hibernació cap al final d'agost o principis de setembre per donar a llum. És vivípara, donant a llum entre 3 i 18 cries vives que estan inicialment tancades en una membrana. Després de donar a llum, la femella ha d'alimentar-se intensament per tal d'acumular reserves suficients per a la hibernació.
Els joves escurçons no s'alimenten fins a l'any següent, però viuen de les reserves del sac vitel·lí i el greix amb el que neixen. Al cap de 3 o 4 anys, aquests escurçons joves aconsegueixen la maduresa sexual.
Encara que aquests escurçons són verinosos, no són agressius i rarament piquen als humans o als animals domèstics i prefereixen retirar-se. La majoria dels incidents de mossegades resulten al trepitjar-les i en la majoria de casos no són greus, tot i que els més petits i els més grans són els que es troben en major risc.

## Subespècies i distribució geogràfica
Vipera berus té 3 subespècies; es troba més al nord que qualsevol altra espècie de serp:
- Vipera berus berus: Gran Bretanya, França, Europa central i oriental, Escandinàvia, Rússia, Àsia central, NW Xina.

- Vipera berus bosniensis: Bosnia, Croàcia, Sèrbia, Macedònia, Montenegro, N Albania, N Grècia, Hongria.

- Vipera berus sachalinensis: Extrem Orient Rus, Sakhalin, NE Xina, Corea del Nord.

## Estat
Aquest escurçó està classificat com a Preocupació Menor (LC: Least Concern) a la Llista Vermella de la UICN. 
Tot i així, Vipera berus està amenaçada per la pèrdua d'hàbitat en tota la seva àrea de distribució europea. Els hàbitats oberts que necessita, particularment bruguerars, s'ha perdut a nivell local a conseqüència de la invasió de matoll, el desenvolupament, l'agricultura i el repoblament. 
Una altra amenaça és la persecució d'aquesta espècie pels humans, i potencialment col·lecció per al comerç de mascotes. A Romania, l'escurçó es veu amenaçat per la recol·lecció il·legal que el seu verí. No obstant això, l'excepcionalment àmplia distribució d'aquesta espècie, juntament amb la seva tolerància a una gran varietat d'hàbitats fa que no estigui amenaçada a escala mundial.